# Earl Beauchamp

Familienwappen der Lygon

Earl Beauchamp war ein erblicher britischer Adelstitel in der Peerage of the United Kingdom.

## Verleihung
Der Titel wurde am 1. Dezember 1815 an William Lygon, 1. Baron Beauchamp verliehen.
Mit dem Tod des 8. Earls am 3. Januar 1979 erlosch das Earldom samt allen nachgeordneten Titeln.

## Nachgeordnete Titel
Mit der Earlswürde wurde gleichzeitig der nachgeordnete Titel eines Viscount Elmley, in the County of Worcester verliehen, der ebenfalls zur Peerage of the United Kingdom gehörte. Er wurde vom Titelerben als Höflichkeitstitel geführt.
Bereits am 26. Februar 1806 war der spätere 1. Earl zum Baron Beauchamp, of Powyck in the County of Worcester verliehen. Dieser Titel gehörte ebenfalls zur Peerage of the United Kingdom. 
Der Titel Baron Beauchamp of Powyk war bereits am 2. Mai 1447 als Barony by writ in der Peerage of England an Sir John Beauchamp verliehen worden, der mit den Earls of Warwick verwandt war. Der Titel erlosch beim Tod seines Sohnes, des 2. Barons, am 19. Januar 1503.

## Liste der Barone Beauchamp und Earls Beauchamp

### Baron Beauchamp of Powyck (1447)
- John Beauchamp, 1. Baron Beauchamp of Powick  († 1475)
- Richard Beauchamp, 2. Baron Beauchamp of Powick († 1503) (Titel erloschen)

### Baron Beauchamp of Powyck (1806)
- William Lygon, 1. Baron Beauchamp (1747–1816) (1815 zum Earl Beauchamp erhoben)

### Earls Beauchamp (1815)
- William Lygon, 1. Earl Beauchamp (1747–1816)
- William Beauchamp Lygon, 2. Earl Beauchamp (1782–1823)
- John Reginald Lygon, 3. Earl Beauchamp (1784–1853)
- Henry Beauchamp Lygon, 4. Earl Beauchamp (1784–1863)
- Henry Lygon, 5. Earl Beauchamp (1829–1866)
- Frederick Lygon, 6. Earl Beauchamp (1830–1891)
- William Lygon, 7. Earl Beauchamp (1872–1938)
- William Lygon, 8. Earl Beauchamp (1903–1979) (Titel erloschen)